# Die Toten von Salzburg – Schattenspiel
Die Toten von Salzburg – Schattenspiel ist ein österreichischer Fernsehfilm der Krimireihe Die Toten von Salzburg aus dem Jahr 2022 von Erhard Riedlsperger. Auf Flimmit wurde die Folge am 28. Dezember 2022 veröffentlicht. Die Erstausstrahlung im ORF erfolgte am 6. Jänner 2023. Die deutsche Erstausstrahlung im ZDF war für den 25. Jänner 2023 geplant, wurde jedoch kurzfristig aufgrund eines zeitgleich stattfindenden Spiels der deutschen Handballnationalmannschaft auf den 21. Juni 2023 verschoben.
Nachdem eine Anklage an Florian Teichtmeister wegen des Besitzes von Missbrauchsdarstellungen von Kindern bekannt geworden war, wurde der Film für die deutsche Erstausstrahlung um eine circa 40 Sekunden lange Schlussszene mit Florian Teichtmeister gekürzt. Am 24. Jänner 2023 wurde die Meldung veröffentlicht, dass auch das ZDF vorerst keine weiteren Filme mit Teichtmeister ausstrahlt.

## Handlung
Nachdem Major Peter Palfinger auf Kur weilt, muss Kriminalhauptkommissar Hubert Mur aus Traunstein dieses Mal gemeinsam mit Bezirksinspektorin Irene Russmeyer und Hofrat Seywald ermitteln.
Im Kapuzinerkloster Salzburg soll bei einer archäologischen Grabung die Ruhestätte einer Bajuwarenfürstin inklusive wertvoller Beigaben freigelegt werden, worüber in den Medien berichtet wird. Dabei wird das Skelett eines im Zweiten Weltkrieg gefallenen britischen Piloten der Royal Air Force entdeckt, der anhand der Erkennungsmarke als Ian Wells identifiziert wird. Das Skelett weist keine Knochenbrüche auf, möglicherweise hatte Wells nach Abschuss seines Fliegers einen Fallschirm. An dessen Schädel findet sich allerdings ein Einschussloch.
Am nächsten Tag wird von Mitsch Balzer, einem Seminarteilnehmer im Kloster, der bei der Sittenpolizei tätig ist, die Leiche von Bruder Gereon, der gegen die Grabungen war, im Grabungsschnitt gefunden. Die Ermittler müssen den Mord an Bruder Gereon sowie das mögliche Kriegsverbrechen aufklären. Eine Tatwaffe wird zunächst nicht gefunden. Ausgrabungsleiterin ist Frau Magister Gerlinde Schöfferl, die von Frau Doktor Livia Kronsdorfer vom Keltenmuseum unterstützt wird.
In einer Rückblende erfährt man, dass der mit seinem Flieger abgeschossene Soldat Ian Wells damals von Bruder Elias mit Nahrung versorgt und vor den Nationalsozialisten versteckt wurde. Bruder Martin erzählt Russmeyer, dass der nunmehrige Emeritus Elias ebenfalls, so wie Bruder Gereon, gegen die Grabungen war. Sebastian Palfinger, der mittlerweile als PR-Manager für das Kloster tätig ist, macht sich Vorwürfe, ohne die von ihm unterstützte Grabung wäre Bruder Gereon vielleicht noch am Leben.
Eine weitere Seminarteilnehmerin im Kloster ist Paula Opitz. Sie bestätigt ein Alibi des Obmanns Lüthold Engelmann eines Bajuwarenvereins aus Bayern, der sehr am Bajuwarenschatz interessiert ist. Opitz gibt außerdem an, in der Tatnacht zwei Personen in Mönchskutte gesehen zu haben, Bruder Martin bezweifelt allerdings, dass diese zu ihnen gehörten. Mur verdächtigt Lukas Fröhlich, eines der Vereinsmitglieder aus Engelmanns Verein, das Grab geplündert zu haben und Bruder Gereon ermordet zu haben. Aus Verkehrüberwachungsaufnahmen geht hervor, dass Fröhlich zur Tatzeit in Salzburg war.
Russmeyer lässt über Hofrat Seywald die Personalakte von Mitsch Balzer aus Wien anfordern. Tatsächlich wurde Balzer suspendiert, gegen ihn läuft ein Disziplinarverfahren. Am Tatort wird ein historischer Knopf gefunden, Russmeyer verdächtigt Sebastian Palfinger diesen im Internet gekauft und an der Grabungsstätte deponiert zu haben, um den Sensationswert für die Medien zu steigern. Tatsächlich gibt etwas später Grabungsleiterin Schöfferl an, den Knopf vergraben zu haben. Bruder Gereon hatte sie dabei erwischt, sie gesteht ihn mit einer Schaufel erschlagen zu haben.
In der Schuhsohle von Engelmann findet Mur Erde, die mit jener aus der Grabung übereinstimmt. Lukas Fröhlich war mit ihm in der Tatnacht am Grabungsort, an einer der Kutten der beiden wurde Blut des Opfers gefunden, an der anderen Erde vom Grabungsort. Engelmann und Fröhlich wollten den Bajuwarenschatz gemeinsam stehlen. Laut Fröhlich war Bruder Gereon verletzt, habe aber noch gelebt, als er den Grabungsort verlassen hatte. Russmeyer findet heraus, dass der Wecker von Paula Opitz um eine Stunde verstellt ist, das Alibi von Engelmann ist damit geplatzt. Engelmann wird von Mur wegen Mordes an Bruder Gereon verhaftet.
Kronsdorfer findet über eine Isotopenanalyse heraus, dass das gefundene Skelett ursprünglich nicht aus England stammte, sondern es sich beim Skelett um Bruder Elias handelt. Der nunmehrige Emeritus Elias ist der britische Soldat Ian Wells, der die Identität von Elias angenommen hatte, nachdem der echte Elias damals an seiner Stelle von den Nazis erschossen wurde.

## Produktion

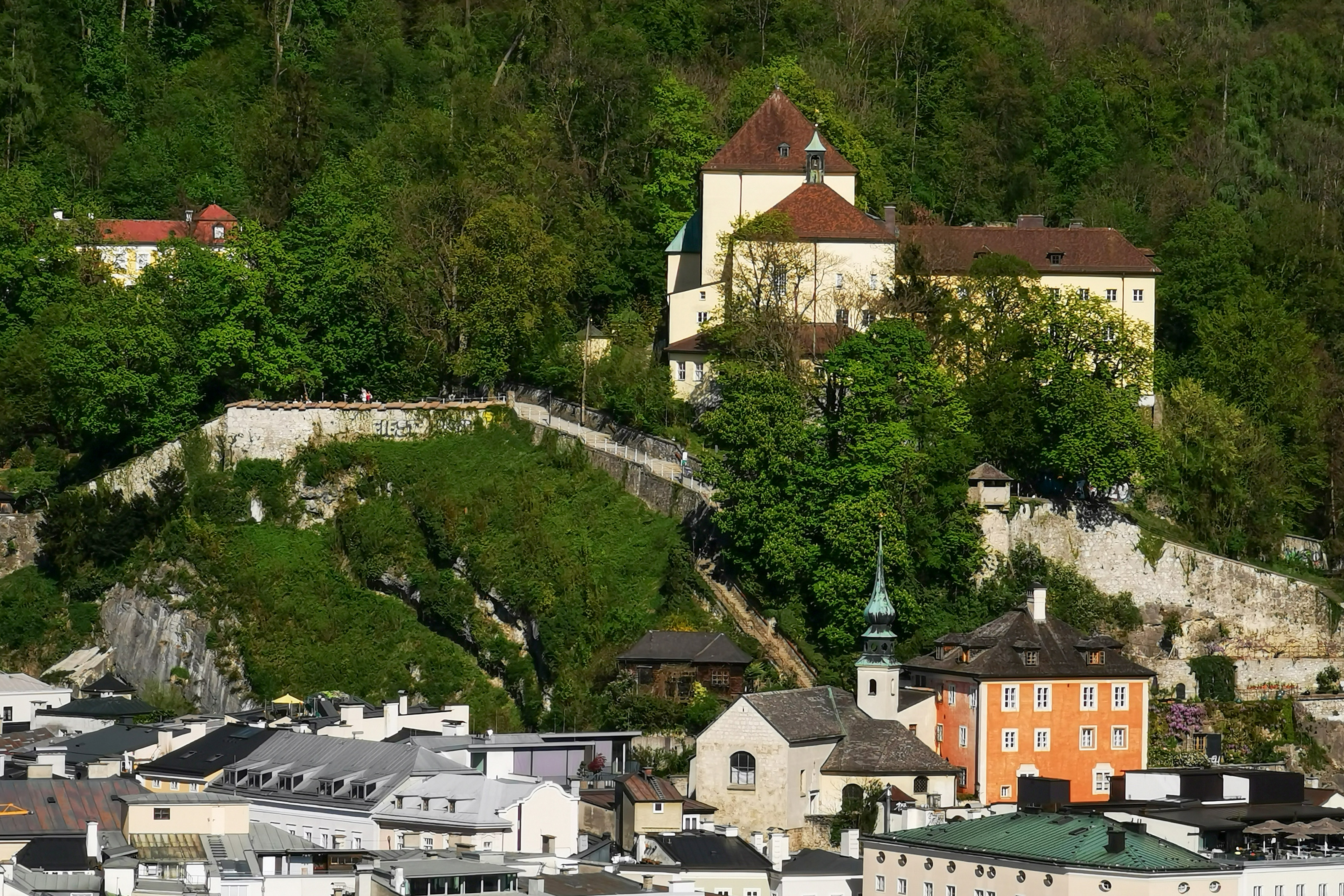
Einer der Drehorte: Das Kapuzinerkloster Salzburg

Die Dreharbeiten fanden vom 24. Mai bis zum 30. Juni 2022 in Salzburg und Umgebung statt. Gedreht wurde unter anderem im Kapuzinerkloster, im Augustiner Bräu sowie im Keltenmuseum Hallein.
Produziert wurde der Film von der Satel Film (Produzent Heinrich Ambrosch), beteiligt waren der Österreichische Rundfunk und das ZDF, unterstützt wurde die Produktion vom Fernsehfonds Austria, dem Land Salzburg und der Stadt Salzburg. Die Kamera führte Kai Longolius, das Szenenbild gestaltete Michael Wiese und den Ton Oliver Jergis.
Die Abwesenheit der eigentlichen Hauptrolle wurde zuerst mit Terminproblemen von Florian Teichtmeister begründet. Nach dem Bekanntwerden von dessen Anklage wegen des Besitzes von Kinderpornografie wurde u. a. in der ZIB 1 am 16. Jänner 2023 bekannt gegeben, dass der wahre Grund diese Anschuldigungen waren und Major Palfinger deswegen vorsichtshalber aus dem Drehbuch herausgeschrieben wurde. Mit der leicht zu entfernenden kurzen Schlussszene sollte die Rückkehr der Figur aber eventuell ermöglicht werden. Ironischerweise erklärt Palfinger in diesem Schlussdialog, dass er zur „digitalen Entgiftung“ auf Kur gewesen sei. Jetzt soll er ganz weggeschnitten werden.
Im April 2023 starteten die Dreharbeiten zur zehnten Folge Süßes Gift ohne Teichtmeister.

## Rezeption

### Kritiken
Volker Bergmeister vergab auf tittelbach.tv 3,5 von 6 Sternen, Regisseur Erhard Riedlsperger serviere einen Gebrauchs-Krimi, verschachtelt erzählt, voller Wendungen, aber reichlich überkonstruiert. Die Mischung aus Witz und Spannung wolle nicht funktionieren, vermisst würden die Sticheleien zwischen Palfinger und Mur.
Tilmann P. Gangloff meinte auf rnd.de, dass die erste Folge ohne Florian Teichtmeister überraschend gut funktioniere und die Geschichte interessant und ungewöhnlich sei. Das Drehbuch warte mit einer Überraschung auf, die selbst erfahrene Krimifans verblüffen könnte.
Oliver Armknecht bewertete den Film auf film-rezensionen.de mit vier von zehn Punkten. Durch den Wegfall der Hauptfigur werde die inhaltliche Schwäche des Films sichtbar. Anfänglich mache die Geschichte um zwei Leichen bei einer Ausgrabung neugierig. Doch das stelle sich mit der Zeit als unnötig verkompliziert und überkonstruiert heraus.

### Einschaltquote
Den Film verfolgten bei Erstausstrahlung im ORF bis zu 819.000 und durchschnittlich 791.000 Zuseher bei einem Marktanteil von 28 Prozent.
In Deutschland sahen den Film bei Erstausstrahlung im ZDF 5,09 Millionen Personen, der Marktanteil betrug 24 Prozent.